# Oktiabrskoje (Osetia)
Oktiabrskoje (ros. Октябрьское) – wieś (ros. село, trb. sieło) w należącej do Rosji autonomicznej północnokaukaskiej republice Osetii Północnej-Alanii. Miejscowość liczy 10,5 tys. mieszkańców (2002 r.) i stanowi ośrodek administracyjny rejonu prigorodnego